# Rudolf Huygelen

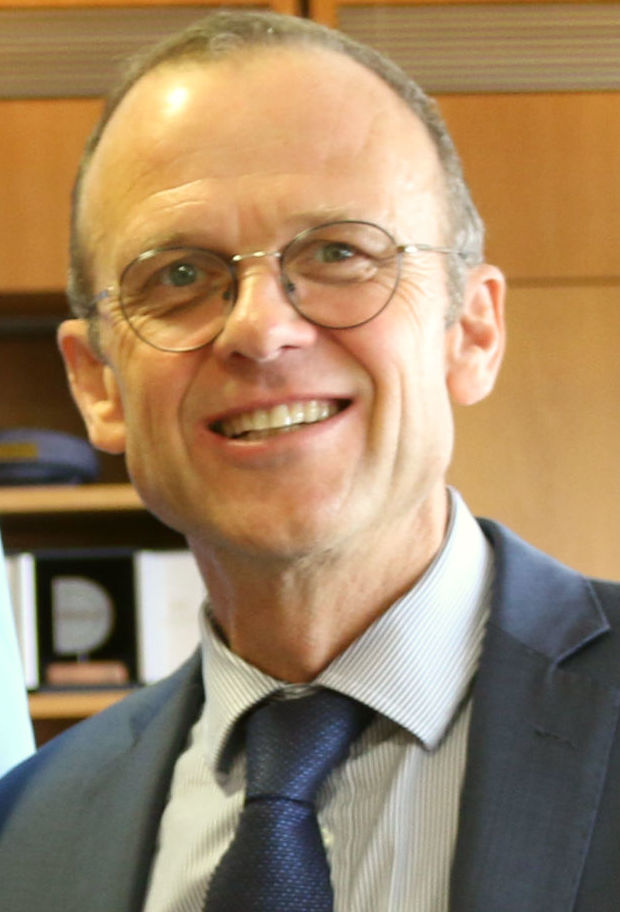
Rudolf Huygelen (2018)

Rudolf Huygelen (Duffel, 29 december 1961) is een Belgisch diplomaat.

## Levensloop
Rudolf Huygelen studeerde moraalwetenschappen en rechten. In 1989 ging hij aan de slag bij het ministerie van Buitenlandse Zaken. Hij was achtereenvolgens:
- 1989-1991 - werkzaam op het ministerie van Buitenlandse Zaken in Brussel
- 1991-1994 - attaché in Bonn
- 1994-1997 - werkzaam op het ministerie van Buitenlandse Zaken in Brussel
- 1997-2002 - eerste secretaris in Washington
- 2002-2003 - ambassaderaad en zaakgelastigde in Pretoria
- 2003-2007 - woordvoerder en hoofd van de persdienst van Buitenlandse Zaken in Brussel
- 2007-2010 - ambassadeur in Lissabon
- 2010-2014 - permanent vertegenwoordiger bij de Noord-Atlantische Verdragsorganisatie
- 2014-2016 - protocolchef van Buitenlandse Zaken
- 2016-2017 - directeur bij de beleidscel van minister van Buitenlandse Zaken Didier Reynders (MR)
- 2017-2019 - ambassadeur in Londen
- 2020-heden - adjunct-secretaris-generaal van de Benelux Unie[1]